# Ostrava Steelers

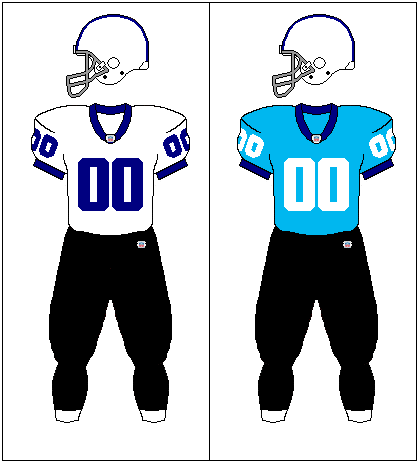

Ostrava Steelers je český klub amerického fotbalu, který byl založen v roce 1994, spojením dvou starších ostravských klubů Ostrava Eagles a Ostrava Cobras, po přestávce v letech 1999-2010 stále hraje. V roce 1997 porazil v České Lize Amerického Fotbalu Prague Black Panthers a získal titul mistra ČR.

## Historie
Tým Steelers se poprvé účastnil Snapback ligy v roce 1995. V roce 1996 se probojoval až do finále, kde však byl poražen týmem Prague Panthers. V roce 1997 proti stejnému soupeři na domácí půdě vyhráli až do roku 2021 byl jediným mimopražským klubem, který vyhrál první českou ligu amerického fotbalu.
V roce 1999 tým zkrachoval, spojil se s Havířov Devils a zanikl. V roce 2010 se rozhodli dva bývalí členové z juniorského týmu Ostrava Steelers Jiří Dluhoš a Jan Klimeš znovu založit tým amerického fotbalu v Ostravě. Od roku 2011 hraje tým na hřišti v areálu v SAP Ostrava.

## Sezóny a bilance
| Sezóna | Úroveň | Liga           | Umístění | Výhry | Prohry | Remízy | Play-off                                            |
| ------ | ------ | -------------- | -------- | ----- | ------ | ------ | --------------------------------------------------- |
| 1996   | 1      | ČLAF           | 2.       | 5     | 1      | 0      | Finále (prohra 30–48 s Prague Panthers)             |
| 1997   | 1      | ČLAF           | 1.       | 9     | 0      | 0      | Vítěz (výhra 35–21 nad Prague Panthers)             |
| 1998   | 1      | ČLAF           | 3.       | 7     | 2      | 0      | Semifinále (prohra 14–30 s Prague Lions)            |
| 1999   | 1      | ČLAF           | 5.       | 5     | 5      | 0      | -                                                   |
| 2011   | 1      | ČLAF A         | 4.       | 3     | 4      | 0      | Semifinále (prohra 0–54 s Prague Panthers)          |
| 2012   | 1      | ČLAF A         | 6.       | 4     | 5      | 0      | Čtvrtfinále (prohra 20–54 s Wrocław Giants)         |
| 2013   | 1      | ČLAF A         | 5.       | 2     | 6      | 0      | -                                                   |
| 2014   | 2      | ČLAF B         | 1.       | 5     | 1      | 0      | Vítěz (výhra 34–27 nad Prague Hippos)               |
| 2015   | 2      | Divize II      | 2.       | 6     | 1      | 1      | Finále (prohra 7–42 s Pardubice Stallions)          |
| 2016   | 1      | ČLAF           | 6.       | 1     | 9      | 0      | -                                                   |
| 2017   | 1      | Bitters liga   | 2.       | 7     | 2      | 1      | Finále (prohra 0–28 s Prague Black Panthers)        |
| 2018   | 1      | Bitters liga   | 2.       | 7     | 3      | 0      | Finále (prohra 7–30 s Prague Black Panthers)        |
| 2019   | 1      | Paddock liga   | 2.       | 8     | 2      | 0      | Finále (prohra 23–29 s Prague Lions)                |
| 2020   | 1      | Paddock liga   |          | 4     | 4      | 0      | Semifinále (neodehráno z důvodu pandemie covidu-19) |
| 2021   | 1      | Kittfort liga  | 3.       | 2     | 4      | 0      | -                                                   |
| 2022   | 1      | Snapbacks liga | 3.       | 5     | 3      | 0      | Semifinále (prohra 6–49 s Vysočina Gladiators)      |
| 2023   | 1      | Snapbacks liga | 2.       | 10    | 0      | 0      | Finále (prohra 28–42 s Vysočina Gladiators)         |
| 2024   | 1      | Snapbacks liga | 4.       | 6     | 4      | 0      | Semifinále (prohra 19–21 s Nitra Knights)           |
| 2025   | 1      | Snapbacks liga | 2.       | 4     | 6      | 0      | Finále (prohra 10-60 s Vysočina Gladiators          |